# Đền thờ họ Mạc

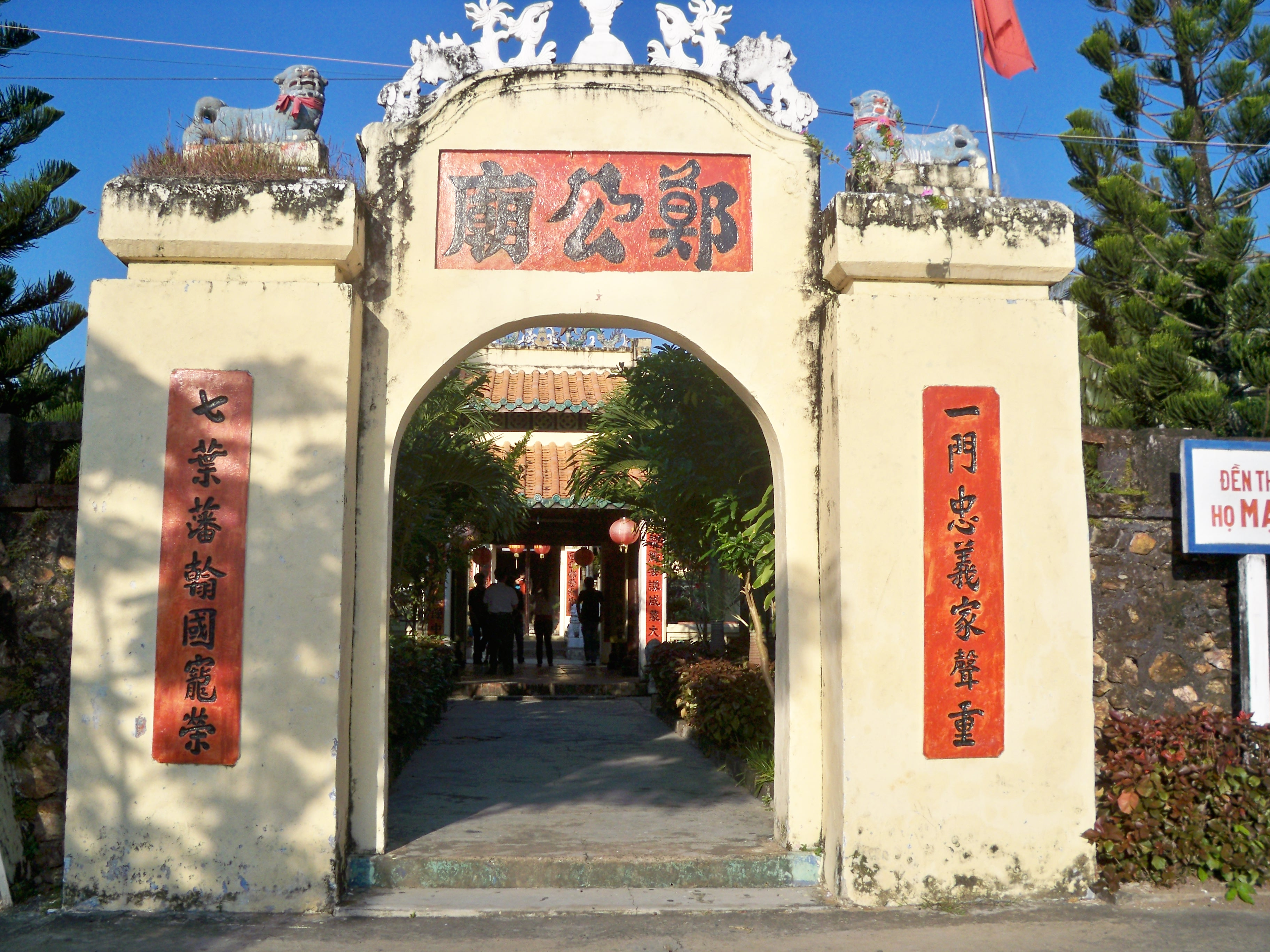
Cổng chính của đền thờ họ Mạc với ba chữ 鄚公廟 Mạc Công miếu

Đền thờ họ Mạc có các tên chữ là Trung Nghĩa từ, Mạc Công từ hay Mạc Công miếu; còn dân gian thì quen gọi là miếu Ông Lịnh (vì Mạc Thiên Tứ được tôn xưng là Mạc Lịnh Công). Công trình này và khu mộ của dòng Mạc trên triền núi Bình San, là một thắng cảnh và là một di tích lịch sử của trấn Hà Tiên xưa; nay thuộc thành phố Hà Tiên, tỉnh Kiên Giang, Việt Nam.

## Lịch sử
Từ chợ Hà Tiên đến hai ao sen "bảo ngọc liên trì" khoảng một cây số là đến chân núi Bình San, nơi có Đền thờ họ Mạc.
Trước năm 1846, ngôi đền nằm bên trái chùa Tam Bảo, nay thuộc ấp Ao Sen, đường Phương Thành, thị xã Hà Tiên. Buổi đầu, đền chỉ bằng gỗ lợp lá, do Mạc Công Du, cháu bốn đời của Mạc Cửu, thừa lệnh vua Gia Long lập khoảng các năm 1816-1818, khi ông giữ chức Hiệp trấn (1816) và Trấn thủ Hà Tiên (1818)
Gia Định thành thông chí được biên soạn khoảng năm 1820, ghi nhận là "Tam Bảo tự, tự tả Mạc Công từ" (Chùa Tam Bảo, bên tả chùa có đền Mạc Công)
Năm 1833, Mạc Công Du theo Lê Văn Khôi chống lại vua Minh Mạng. Khi cuộc nổi dậy thất bại, Mạc Công Du, Mạc Công Tài, Mạc Hầu Hy, Mạc Hầu Diệu đều bị tội, thì ngôi đền cũng dần bị đổ nát.
Về sau (1836), Đại học sĩ Trương Đăng Quế đi kinh lý, tổ chức lại việc cai trị ở các tỉnh vừa trải qua tai họa chiến tranh, khi về có tâu trình lên vua Thiệu Trị: "Việc mở mang đất Hà Tiên lúc ban đầu do công lao của Mạc Thiên Tứ rất lớn, nên lưu dụng lại con cháu họ Mạc." Nhưng mãi đến đời Thiệu Trị thứ 5 (1845), nhân tấu trình của quan Tổng đốc An-Hà là Doãn Uẩn, vua Thiệu Trị mới có lệnh "tìm lại con cháu họ Mạc, người nào có tài có thể dùng thì tâu lên" và thuận cho xây dựng lại đền thờ mới.
Năm Thiệu Trị thứ 6 (1846), nhà vua cho lập lại đền kiên cố hơn, đẹp đẽ hơn, mái lợp ngói, hoàn thành năm 1847, nhưng ở một vị trí khác, đó là phía tây chân núi Bình San, tức vị trí bây giờ, và có tên là Trung Nghĩa Từ.
Năm Tự Đức thứ nhất (1848), phong cho cháu cố là Mạc Văn Phong làm Đội trưởng để lo việc thờ cúng.
Năm Thành Thái thứ 9 (1897), chí sĩ Nguyễn Thần Hiến vận động nhân dân đóng góp tiền công, trùng tu lại đền và hoàn thành vào mùa đông năm Canh Tý (1900). Và từ đó cho đến nay, đền còn được tu bổ nhỏ nhiều lần.

## Kiến trúc

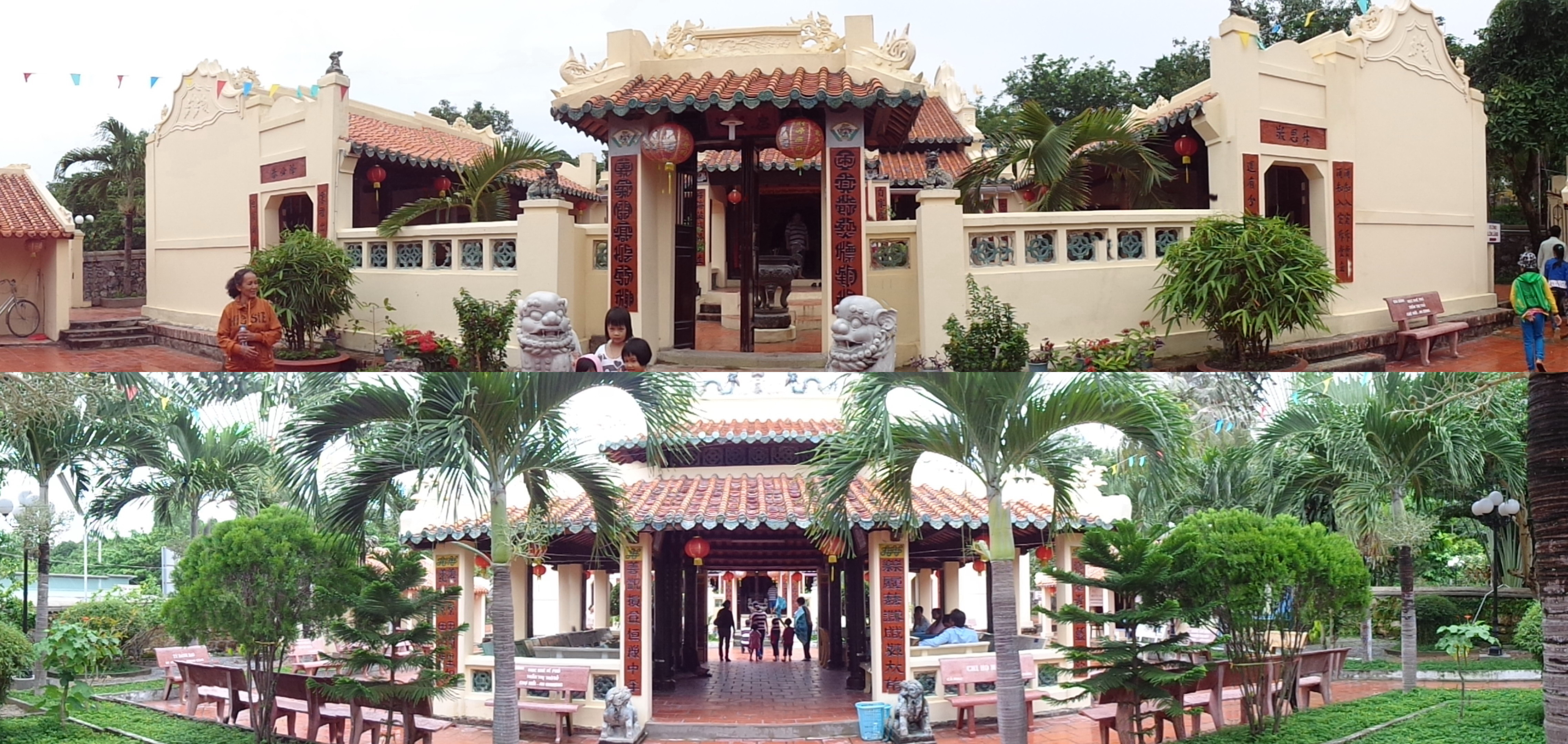
Các lớp kiến trúc trung tâm đền thờ họ Mạc Hà Tiên: tiền đình và chính điện.

Phía trước đền thờ là hai ao sen, tương truyền do Mạc Thiên Tứ sai đào để chứa nước ngọt, cho nhân dân dùng, cho đến hôm nay, nó vẫn còn phát huy tác dụng. Ngôi đền, ngoài giá trị lịch sử, nó còn là một công trình có giá trị nghệ thuật cao, bởi cách bố trí hài hòa và lối chạm trổ tinh vi, sắc sảo. Cả đền thờ được bảo vệ bằng một tường rào dày bằng đá, rêu phong. Ngay cổng đền thờ họ Mạc, có đề tên Mạc Công miếu (莫公廟), hai bên có cặp liễn đối bằng chữ Hán ca ngợi họ Mạc:
一門忠義家聲重
七葉藩翰国寵榮
Phiên âm:
Nhất môn trung nghĩa gia thanh trọng
Thất diệp phiên hàn quốc lũng vinh.
Tạm dịch: 
Một nhà trung nghĩa danh thơm cả họ,
Bảy lá giậu che, cả nước mến yêu
Qua khỏi cổng là một con đường ngắn, hai bên trồng cây xanh, dẫn đến một tiểu đình rộng. 
Qua thêm một cổng nữa, mà hai bên có đôi sư tử đá uy nghi, là điện thờ chính và tả vu, hữu vu.
Ngoài những hoành phi, liễn đối và tranh vẽ; tại điện thờ chính còn có một biển thờ đề bốn chữ "Khai Trấn Trụ Quốc" và bức hoành "Nghị Võ Công", đấy là lời tuyên dương của nhà Nguyễn trước sự nghiệp mở mang bờ cõi của dòng họ Mạc.
Trong đền hiện còn lưu giữ bài văn tế "Mạc Lệnh Công Thánh đãn tế văn" do Tri phủ An Biên Nguyễn Hữu Lập soạn năm 1847, bản nhật lịnh của Long Hổ tướng quân Trần Hầu. Đặc biệt, trên vách và cột điện thờ, hiện còn bài văn kêu gọi quyên tiền cất miếu cùng hai bài thi ca ngợi công đức Mạc Thiên Tứ của chí sĩ Nguyễn Thần Hiến, và bốn bài thơ luật Nôm trích trong "Hà Tiên thập vịnh" của Mạc Thiên Tứ...

## Thờ cúng

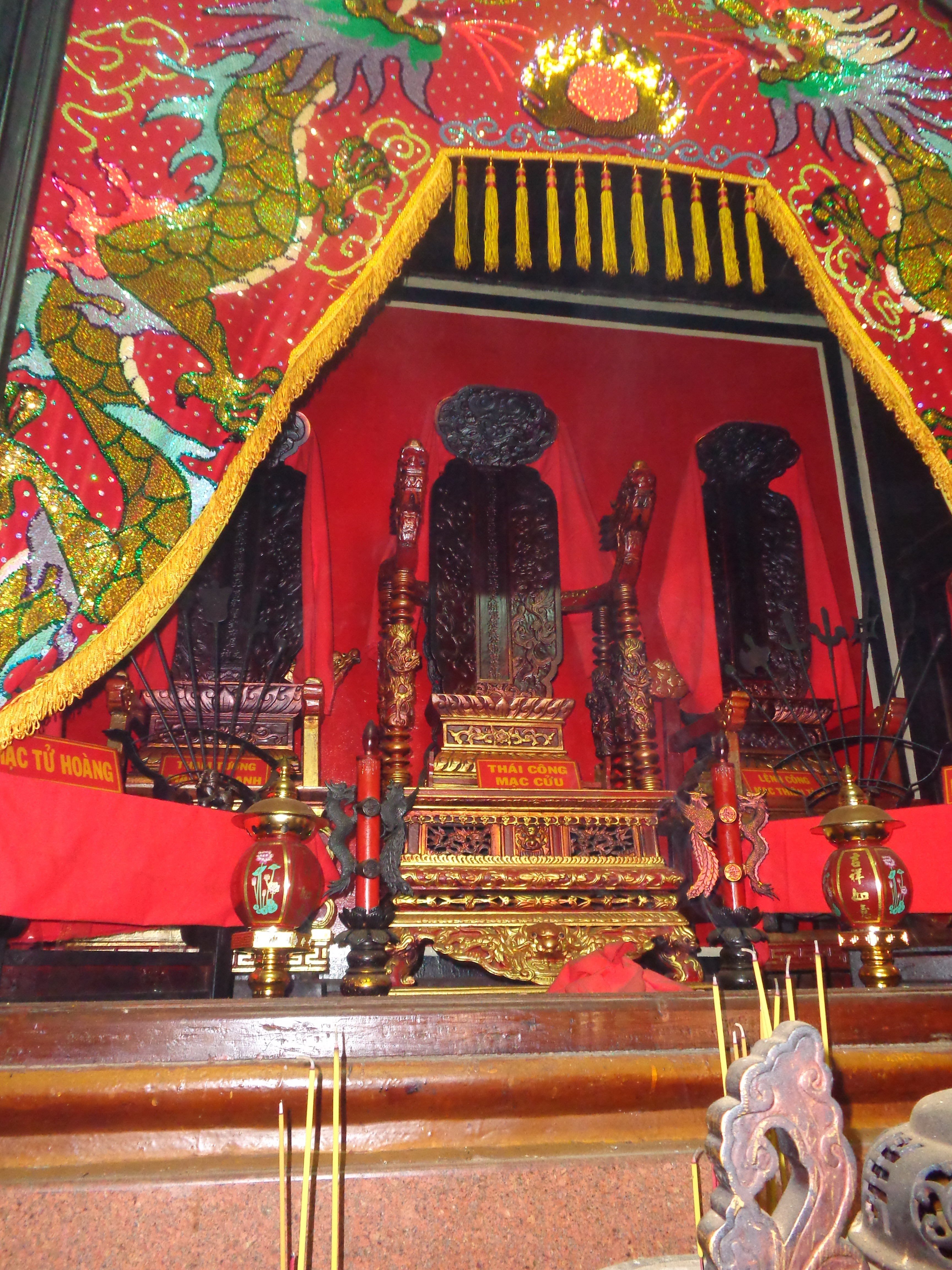
Bài vị ba thế hệ danh nhân họ Mạc Hà Tiên: Mạc Cửu (chính giữa), Mạc Thiên Tứ (bên phải), Mạc Tử Sanh và Mạc Tử Hoàng (bên trái).

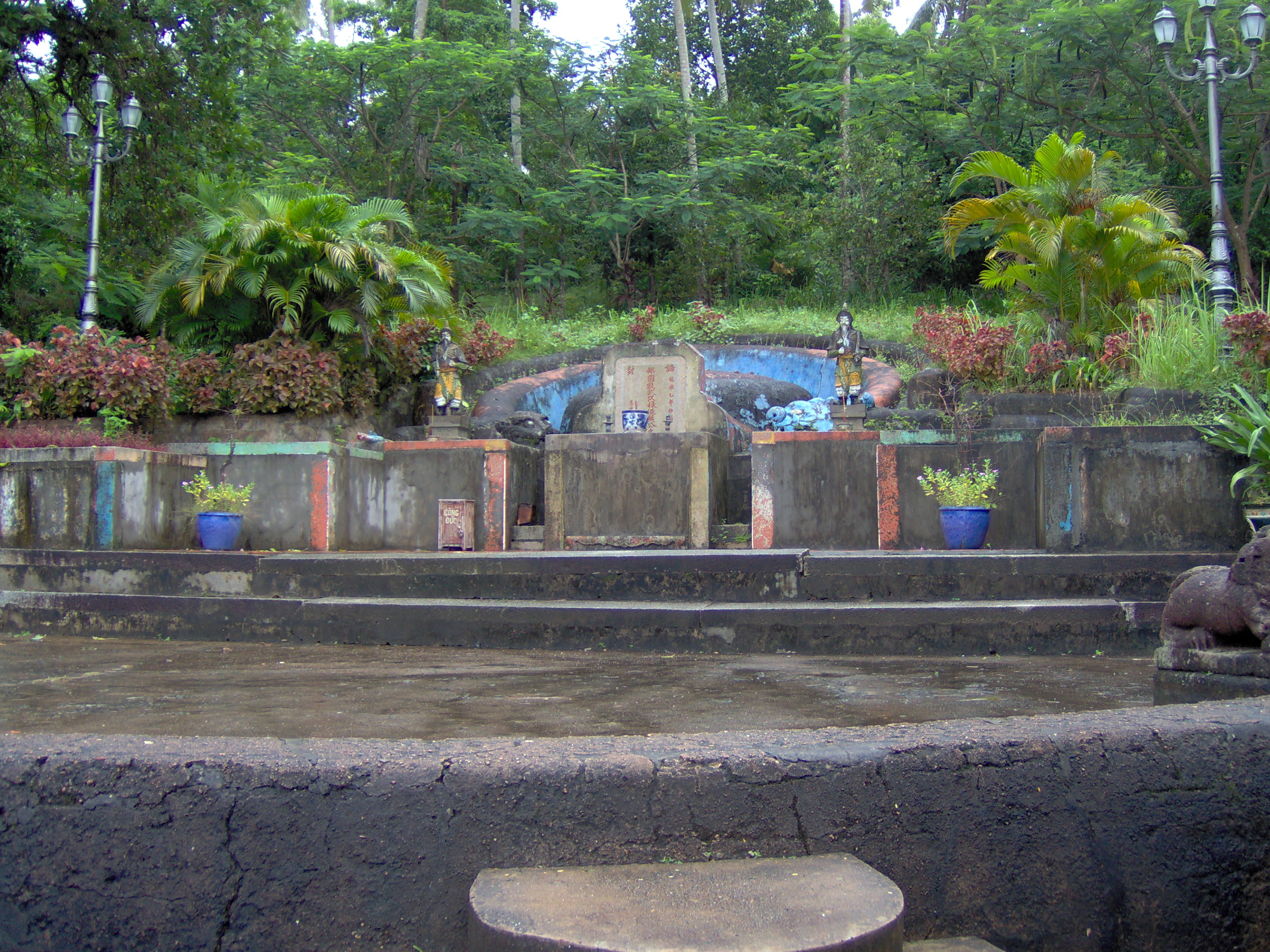
Mộ Mạc Cửu cùng vợ và con

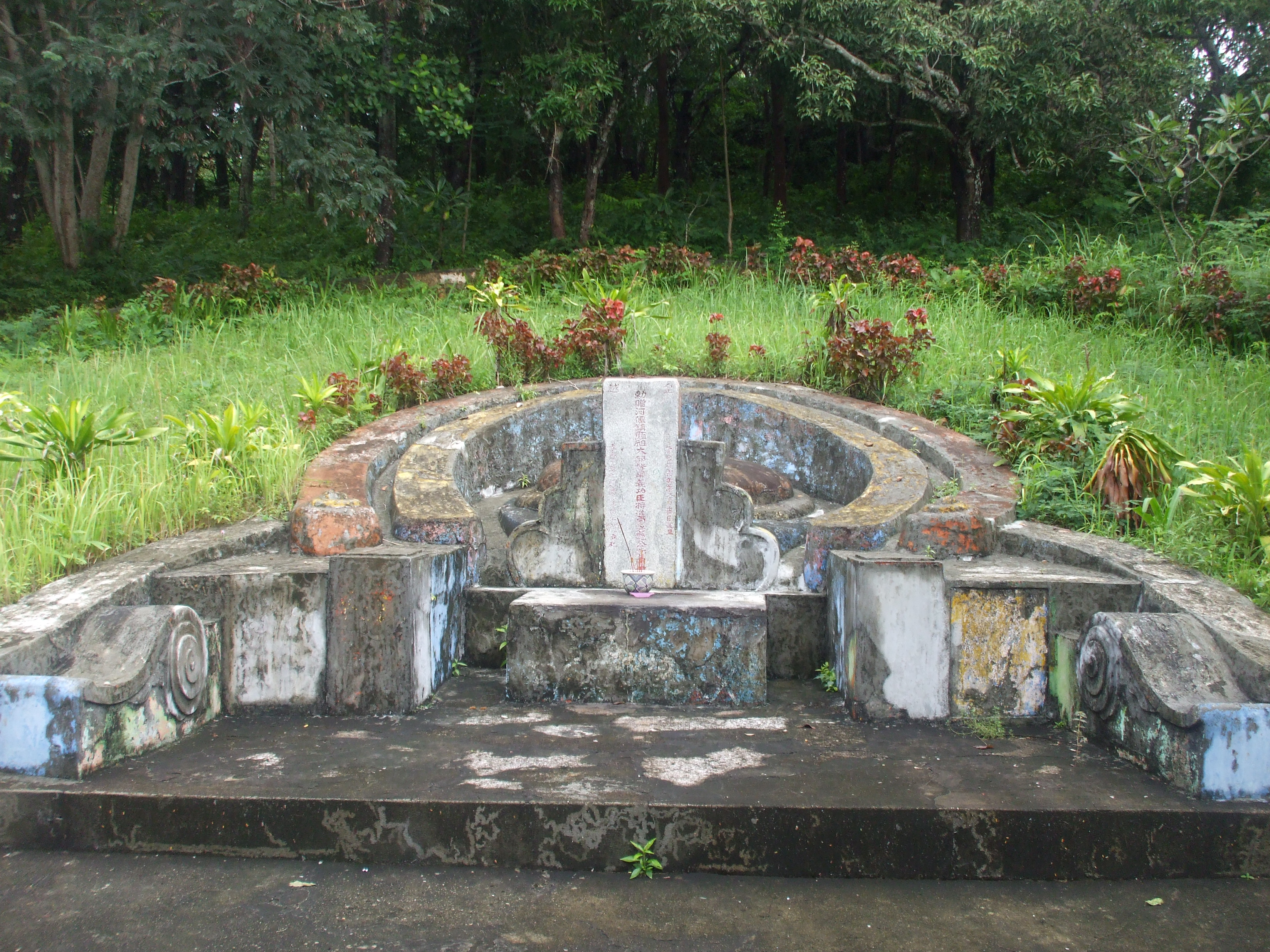
Mộ Mạc Thiên Tứ

Căn cứ Hoàn vũ kỷ văn - Thiên Nam dư địa khảo của Nguyễn Thu đời Thiệu Trị gọi là "đền thờ Mạc Thiên Tứ" và "Lời dẫn việc quyên tiền cất miễu" của Nguyễn Thần Hiến năm Đinh Dậu (1897), có câu: "Trung Nghĩa từ thờ đức Mạc Lịnh Công", thì rất có thể từ lúc Mạc Công Du tạo lập cho đến lần trùng tu lớn do Nguyễn Thần Hiến chủ xướng (hoàn thành năm Canh Tý, 1900), đối tượng được thờ chính ở đền là Mạc Thiên Tứ.
Vào năm nào việc thờ cúng được sắp xếp lại thì chưa rõ, nhưng hiện nay có ba người được thờ chính, đó là Mạc Cửu (ở giữa), Mạc Thiên Tứ (bên tả) và Mạc Tử Sanh (bên hữu) nơi gian thờ chính.
Ngoài ra, ở các gian khác còn phối tự thờ thêm các bài vị của phu nhân Thái Thái (mẹ Mạc Cửu), phu nhân Nguyễn Hiếu Túc (vợ Mạc Thiên Tứ), tiểu thư Mạc Mi Cô (con gái của Mạc Thiên Tứ), các học sĩ, thuộc tướng và các con cháu của dòng họ Mạc. Vì thế, ngôi thờ này hiện nay có tên là Đền thờ họ Mạc.
Từ đền, qua cổng phụ phía bên phải (tính từ cổng chính nhìn vào), là một con đường lát gạch tàu dẫn lên khu an táng hơn 40 ngôi mộ của dòng họ Mạc. Trong số ấy, có một số mộ xưa như của Mạc Cửu, Mạc Thiên Tứ, Nguyễn Hiếu Túc...được xây dựng theo lối Trung Quốc. Đặc biệt hơn cả là phần mộ Mạc Cửu. Đây là ngôi mộ lớn nhất, kiên cố nhất, có hình bán nguyệt khoét sâu vào núi, chỗ chôn hài cốt được đúc bằng đá vôi, cát, đường và nhựa ô dước như hình một con trâu nằm (thế tọa ngưu); tả có thanh long, hữu có bạch hổ và trước hai bên mộ có hai tượng tướng cầm gươm đứng hầu bằng đá xanh. Ngoài ra, trước mộ là khoảng sân rộng với các bậc thềm cẩn đá xanh, có tảng dài đến ba mét, do các nhà buôn Trung Hoa thời bấy giờ chở từ Quảng Tây sang tặng.

## Một chút hoài niệm

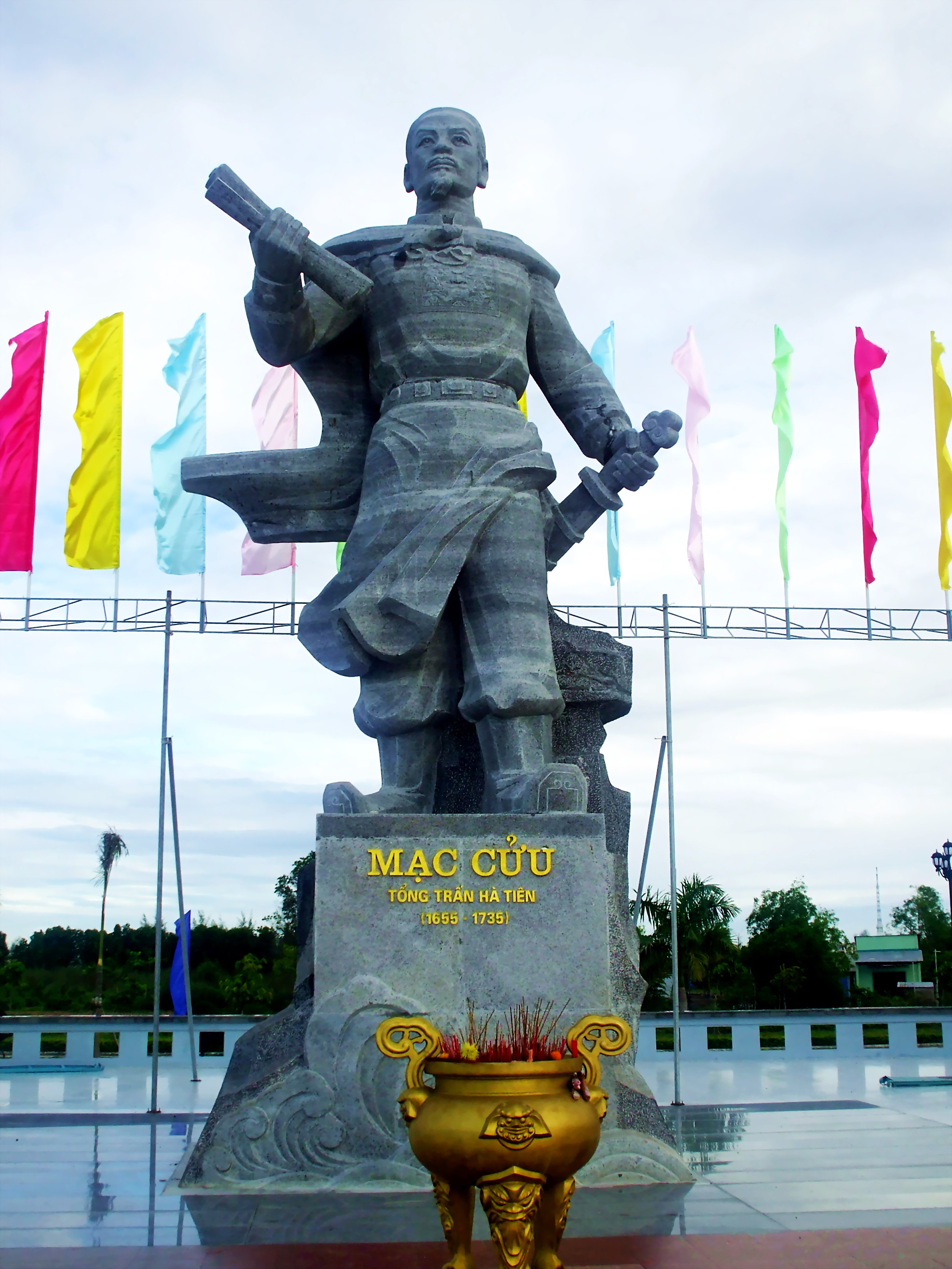
Tượng đài Mạc Cửu, tại nơi ông có công mỡ cõi (Hà Tiên).

Giới thiệu bài thơ này, nữ sĩ Mộng Tuyết viết: Bài thơ ngũ ngôn mà anh Đông Hồ đã cảm tác về họ Mạc ở Hà Tiên...xin nhắc lại gọi là một chút hoài niệm cổ nhân.
Nghĩ vịnh Mạc Cửu và Mạc Thiên Tích
Trích:
Chẳng đội trời Thanh Mãn
Lần qua đất Việt bang
Triều đình riêng một góc
Trung hiếu vẹn đôi đường
Trúc thành xây vũ lược
Anh Các cao văn chương
Tuy chưa là cô quả
Mà cũng đã bá vương
Bắc phương khi vỡ lở
Nam hải lúc kinh hoàng
Giang hồ giữa lang miếu
Hàn mạc trong chiến trường
Đất trời đương gió bụi
Sự nghiệp đã tang thương...

## Ảnh

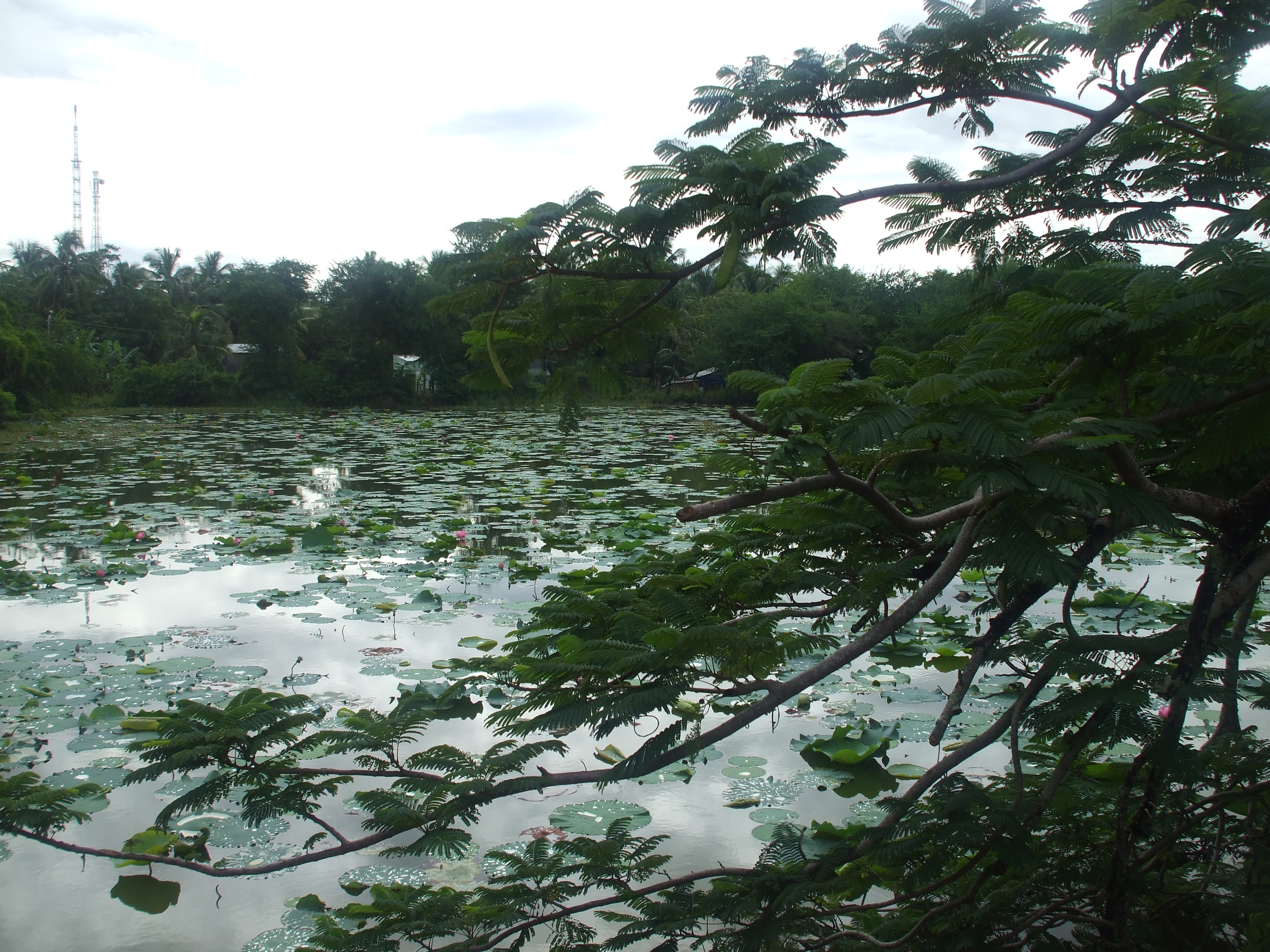
Ao sen trước đền thờ.
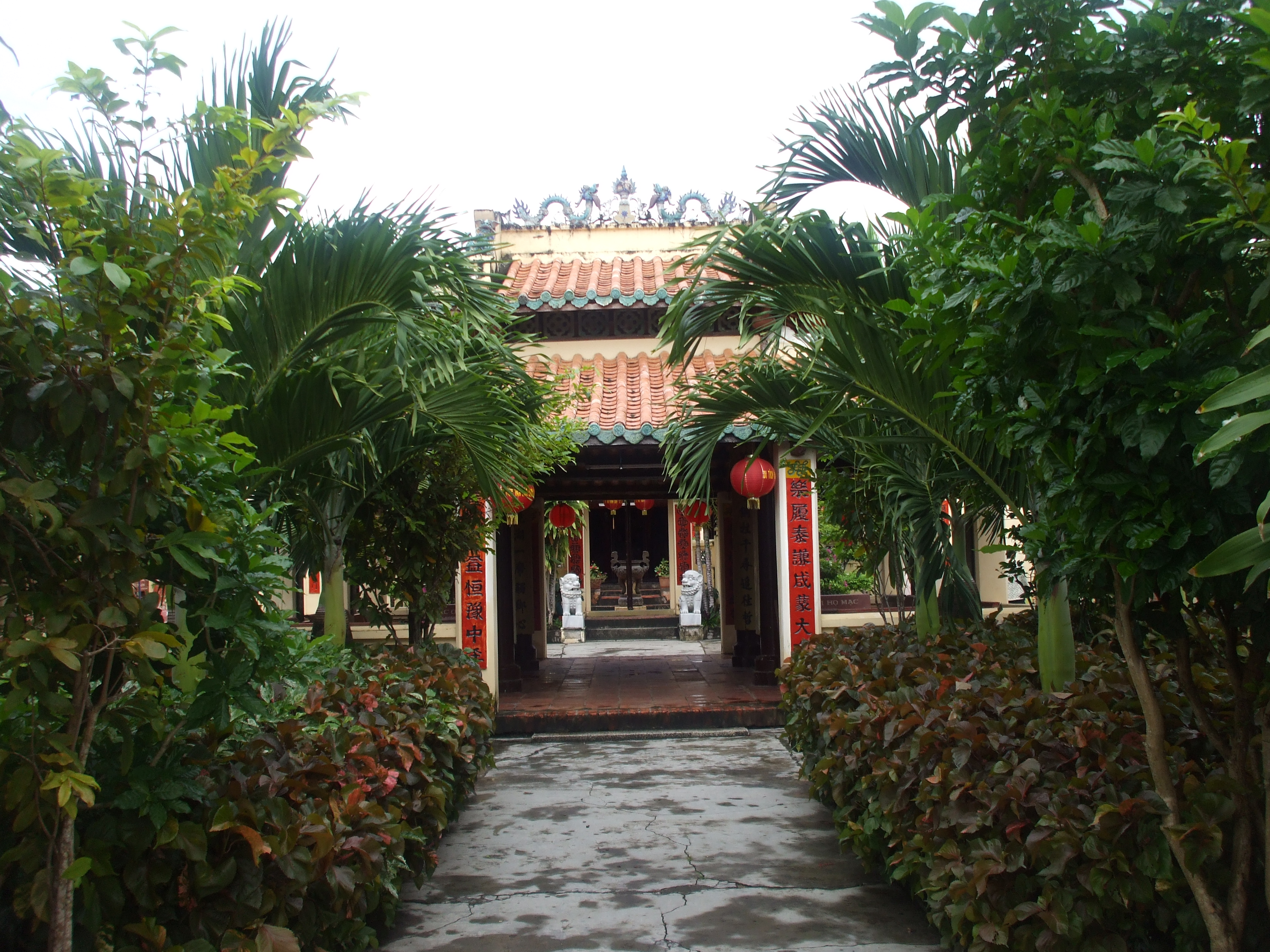
Lối vào tiểu đình.
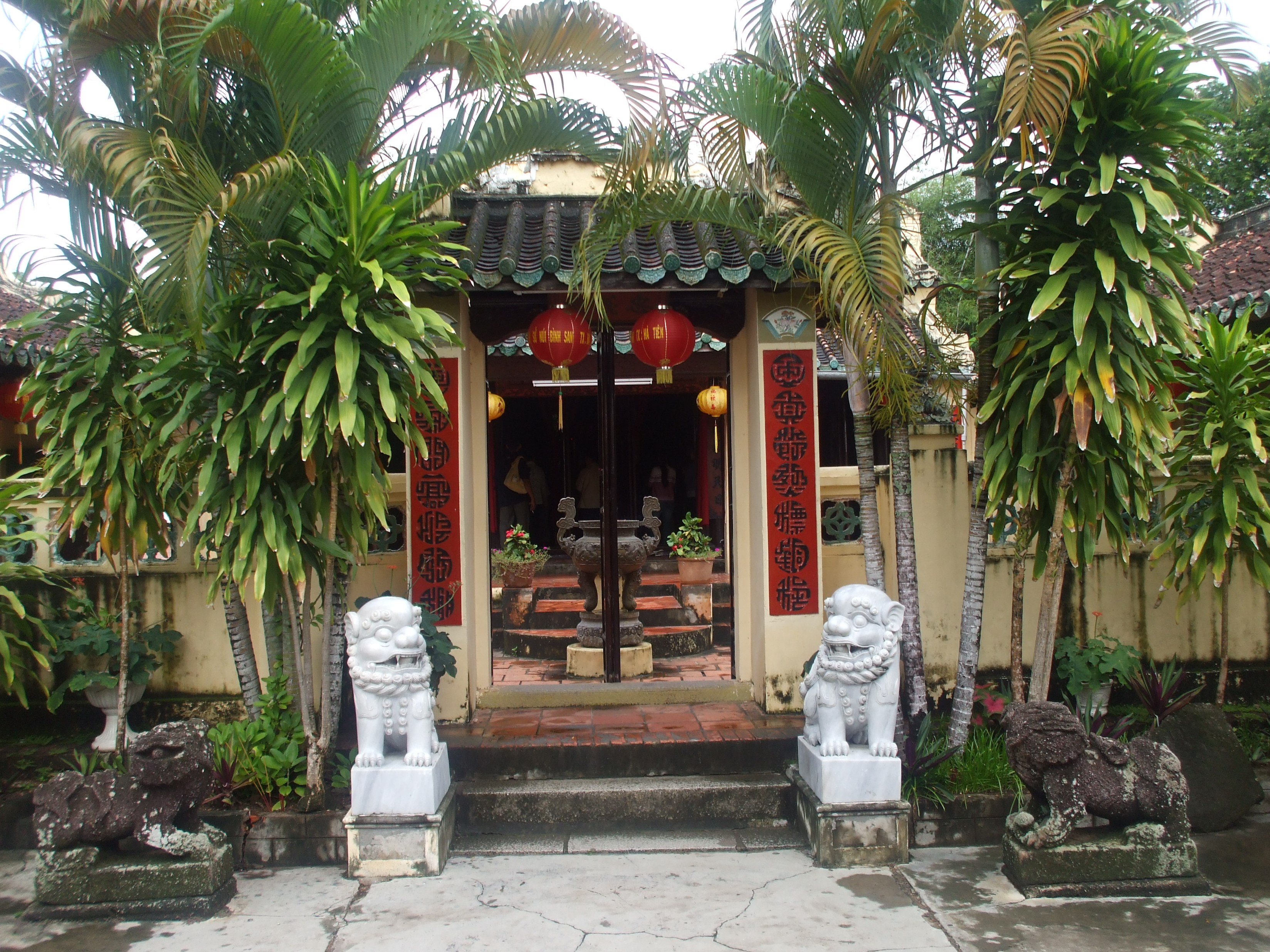
Qua cổng thứ hai này là điện thờ chính.
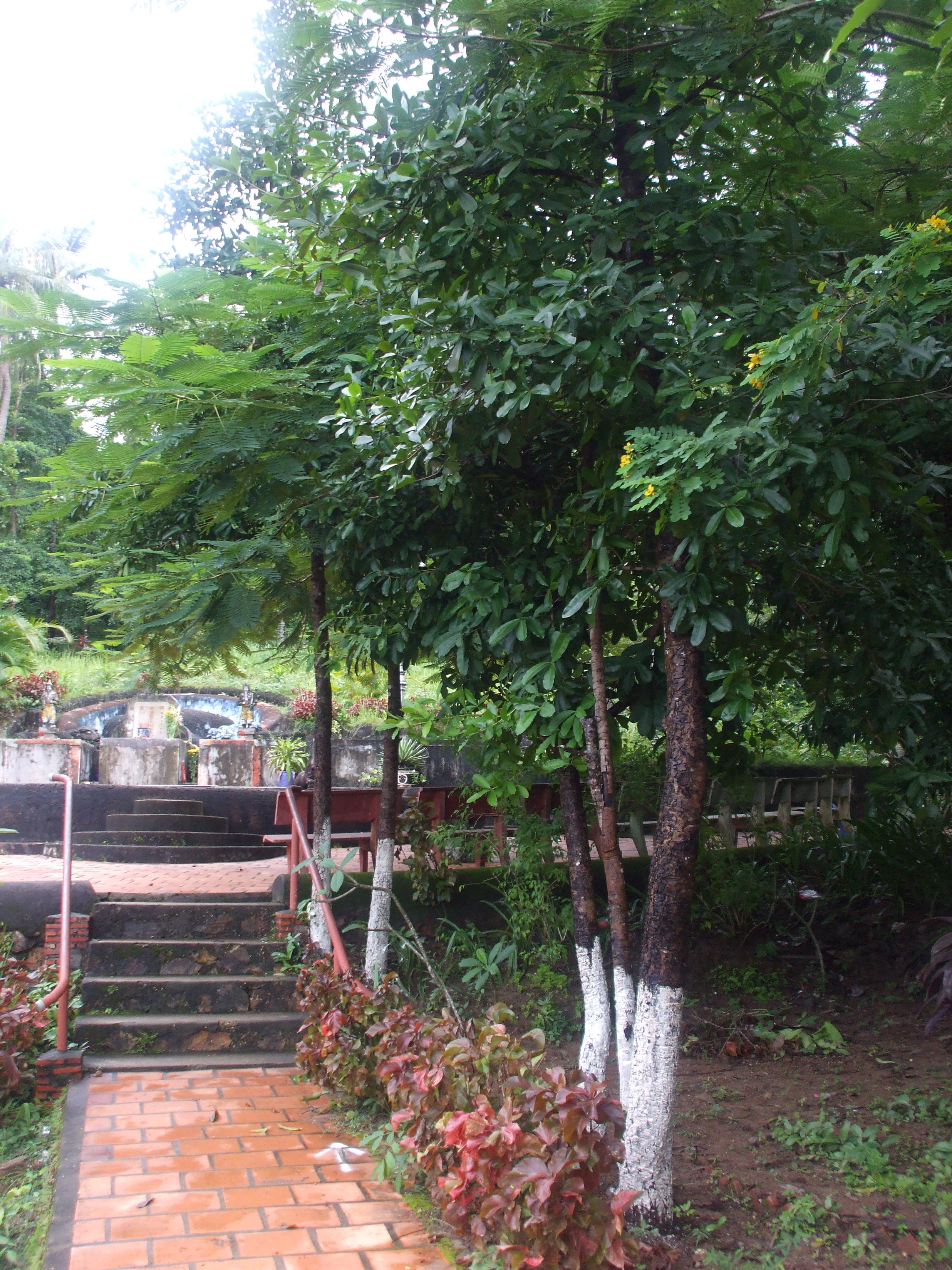
Đường lên khu mộ dòng họ Mạc.
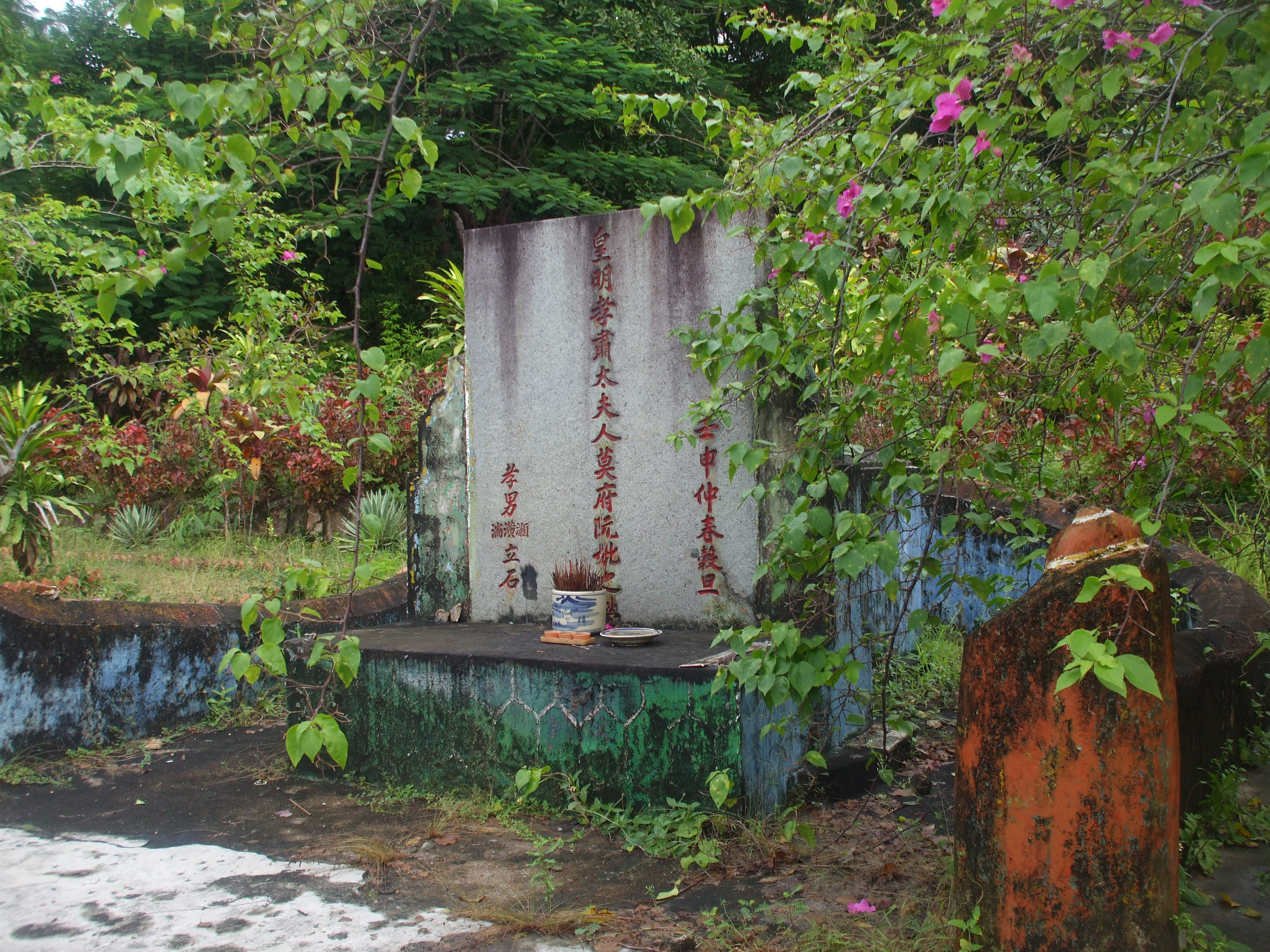
Mộ bà Nguyễn Thị Hiếu Túc (vợ Mạc Thiên Tứ).